# Mary Dennett
María Coffin Ware Dennett (Worcester, 4 de abril de 1872-Nueva York, 25 de julio de 1947) fue una estadounidense activista de los derechos de las mujeres, pacifista, homeópata, abogada, y pionera en las áreas de control de la natalidad, la educación sexual, y el voto femenino. Fue cofundadora de la Liga Nacional de Control de la Natalidad en 1915 junto con Jessie Ashley y Clara Gruening Stillman. Fundó la Liga de Paternidad Voluntaria, sirvió en la Asociación Nacional por el Sufragio de las Mujeres Estadounidenses, cofundó la Asociación del Sueño Crepúsculo y escribió un famoso boletín sobre educación sexual y control de la natalidad. Además fue miembro del Club Heterodoxy.

## Biografía

### Infancia
Dennett fue la segunda hija de cuatro hijos de Vonie y George Ware. De niña era precoz, habladora y asertiva, "regañando a su hermano mayor por golpearla, a menudo citando la Biblia". Cuando tenía 10 años su padre murió de cáncer. Su madre apoyó a la familia organizando giras europeas para mujeres jóvenes. Mientras su madre estaba fuera, Dennett y sus hermanos solían vivir con su tía Lucia Ames Mead, una destacada reformadora social. Se matriculó en la Escuela de Arte y Diseño en el Museo de Bellas Artes de Boston en 1891 y se graduó con matrícula de honor, más tarde aceptó un puesto de maestra en el Instituto de Arte Drexel en Filadelfia en 1894.

### Matrimonio
Dennett se casó con William Hartley Dennett, arquitecto, en 1900. Compartieron el ideal del movimiento Arts and Crafts. Poco después compraron una granja en Framingham. Juntos, fundaron una firma de arquitectura y diseño de interiores. Además de su trabajo como diseñadora de interiores y creadora de guadameciles continuó dando conferencias y escribiendo sobre el movimiento Arts and Crafts.
Su primer hijo nació en diciembre de 1900, después de un parto difícil que casi le costó la vida. Tras otro parto difícil, su segundo hijo nació en 1903 y murió 3 semanas después. Un tercer hijo nació en 1905, nuevamente después de un parto difícil. Esta vez, el médico les dijo a la pareja que no deberían tener más hijos, pero no les dio ninguna información sobre el control de la natalidad. Posteriormente escribió acerca de su falta de información sobre la anticoncepción: 

"Yo ignoraba por completo el control de la natalidad, al igual que mi marido. Nunca habíamos tenido nada parecido a unas relaciones normales, habiéndonos aproximado a una abstinencia casi total en el empeño de espaciar nuestros bebés."

### Divorcio
En 1904, el marido de Dennett, Hartley Dennett, comenzó a trabajar en una casa para un matrimonio, el Dr. Heman Lincoln Chase y Margaret Chase. Finalmente, Hartley Dennett y Margaret Chase desarrollaron una relación extremadamente cercana, que culminó cuando Hartley Dennett se fue de su casa en 1909. Dennett solicitó el divorcio en 1912, en ese momento una acción inusual y escandalosa para una mujer. El proceso de divorcio de los Dennett fue un tema popular en los periódicos locales.

### Trayectoria como defensora de los derechos de la mujer
Motivada tanto por el deseo de escapar de las desagradables realidades de su vida como por la negativa de Hartley Dennett de mantener económicamente a sus hijos, Dennett volvió a trabajar fuera de casa, pero no en su carrera anterior como artista y diseñadora de interiores. En 1908 aceptó el puesto de secretaria de zona de la Asociación de Sufragio Femenino de Massachusetts, comenzando una larga carrera en la defensa pública de los derechos de la mujer.
Trabajó para la causa del sufragio femenino de 1910 a 1914, un periodo que marcado el resurgimiento del movimiento, el cual había estado estancado durante la década anterior. Después de varios años de trabajo para la Asociación de Sufragio de las Mujeres Americanas, se decepcionó con la organización y renunció a su puesto.
Dennett cofundó la Twilight Sleep Association 1913, que abogaba por el uso de escopolamina y morfina para permitir que las mujeres tuvieran un parto indoloro. Las estadísticas mostraron que el sueño crepuscular, estado amnésico caracterizado por la insensibilidad al dolor sin pérdida de conocimiento, redujo la mortalidad infantil y el riesgo de lesiones e infecciones, debido a la reducción del uso de fórceps. Fue presidenta en funciones hasta 1914, y luego vicepresidenta.
Cuando estalló la Primera Guerra Mundial en 1914, Dennett se unió al Partido de Mujeres por la Paz, un movimiento contra la guerra. En 1916, fue secretaria de área de la Unión Americana contra el Militarismo, organizando reuniones en varias grandes ciudades. El papel de Dennett para reelegir a Woodrow Wilson (bajo la creencia de que no declararía la guerra) le llevó a ocupar el puesto de secretaria ejecutiva de la Liga para la Democracia Progresista, al que renunció cuando Wilson declaró la guerra en 1917. Más tarde cofundó y trabajó en el Consejo Popular de América, un movimiento socialista por la paz inspirado por los bolcheviques.
En 1915, el nombre de Dennett volvió a aparecer en los periódicos en contra de sus deseos. Su exmarido Hartley Dennett, su compañera Margaret Chase y su esposo, el Dr. Chase, extendieron una invitación pública a Dennett para, como lo expresó un periódico, "adoptar el credo del amor armonioso y formar un cuadrilátero" con los tres. Dennett temía el efecto negativo que su notoriedad involuntaria podría tener en las organizaciones con las que trabajaba y consideró renunciar a la Twilight Sleep Association.
En 1914, Dennett conoció a Margaret Sanger, una defensora del control de la natalidad. Dennett no se sentía lo suficientemente segura económicamente como para unirse al movimiento de control de la natalidad en ese momento. En 1915 escribió un boletín de educación sexual para sus hijos, como resultado de la falta de cualquier material educativo existente que cumpliera con sus estándares, que incluía corrección científica, positividad sexual y discusión del lado emocional de las relaciones sexuales. El arresto de William Sanger en 1915 por distribuir el panfleto sobre el control de la natalidad de Margaret Sanger lanzó el movimiento del control de la natalidad en los Estados Unidos, y esta vez Dennett decidió involucrarse.
Dennett cofundó la Liga Nacional de Control de la Natalidad (NBCL) en 1915 con Jesse Ashley y Clara Gruening Stillman. En 1918, se convirtió en la secretaria ejecutiva de la NBCL y comenzó una campaña para legalizar la información sobre el control de la natalidad dando conferencias y presionando a las legislaturas estatales para cambiar las leyes. Durante este tiempo, se publicó su folleto sobre educación sexual, El lado sexual de la vida. Más tarde, cuando la NBCL se debilitó, dimitió como secretaria ejecutiva y fundó una nueva organización, la Voluntary Parenthood League, que se centró en derogar las leyes de información contra el control de la natalidad a nivel federal.
En 1929, Dennett fue arrestada por su trabajo en educación sexual, derechos de la mujer y control de la natalidad. Muchos consideraron que su trabajo era obsceno y que debía ser encarcelada o multada. "Mary Dennett sonó desafiante, proclamando que no pagaría ninguna multa, por pequeña que fuera: 'Si unos pocos funcionarios federales quieren usar su poder para penalizarme por mi trabajo en favor de los jóvenes de este país, deben cargar con la vergüenza de una sentencia de cárcel. Es el gobierno el que está deshonrado, no yo". Dennet estaba orgullosa de su trabajo en la educación sexual y quería que perdurara.

## Sufragio de las mujeres
Dennett no participó activamente en el movimiento por el sufragio femenino hasta que su matrimonio comenzó a romperse. Más tarde, escribió: "Entré en el trabajo de sufragio, como quizás ustedes saben, porque necesitaba un anestésico en ese momento, y el sufragio era lo más cercano a la mano que no estaba relacionado con mi trabajo anterior". Dennett comenzó a trabajar como secretaria de la Asociación Sufragista de Massachusetts, organizando conferencias, mítines, sermones, comidas baratas, giras para recoger firmas para las demandas y otras actividades similares. La opinión de Dennett sobre por qué las mujeres merecían el voto era simple: "Nuestros principios básicos de que 'los gobiernos obtienen sus poderes justos del consentimiento de los gobernados ' [...] implican sin lugar a dudas el derecho de las mujeres a la representación directa mediante el voto, ya que las mujeres son gobernados y las mujeres son personas".
En 1910, el éxito de Dennett en Massachusetts llevó a la Asociación Nacional de Sufragio de la Mujer Estadounidense a reclutarla para el puesto de Secretaria Correspondiente, dependiente de la Dra. Anna Howard Shaw. En ese momento, la NAWSA era ineficaz y estaba dividida por un conflicto entre facciones, que muchos culparon al liderazgo de la Dra. Shaw. Aceptar el trabajo exigía que Dennett se trasladara de Boston a Nueva York, lo que suponía una dificultad para ella, ya que no podía permitirse trasladar a sus hijos consigo. Dennett resolvió con éxito gran parte del conflicto interno de la NAWSA en pocos meses, mientras apoyaba a la Dra. Shaw. Muchos miembros destacados de la NAWSA atribuyeron a Dennett el mérito de haber reunido a los miembros de la asociación y de haber dado un giro a la organización. En 1910, el estado de Washington concedió a las mujeres el derecho al voto, el primer estado en hacerlo en catorce años.
Posteriormente, Dennett también se decepcionó con el funcionamiento de la NAWSA tras un intento infructuoso de reorganización para ser más eficaz y lo que ella consideraba como decisiones despilfarradoras excesivamente influenciadas por los donantes ricos. Renunció a su puesto en 1914.

## Liga Nacional de control de la natalidad
Después de que el arresto de William Sanger por distribuir información sobre el control de la natalidad inspirara un resurgimiento del movimiento estadounidense de control de la natalidad, Dennett cofundó la Liga Nacional de Control de la Natalidad (NBCL) en 1915 con Jesse Ashley y Clara Gruening Stillman. Dennett decidió comenzar por reunir el apoyo del público para derogar las leyes que restringen la información sobre el control de la natalidad. Más tarde, cuando la NBCL tuvo menos impacto, renunció como secretaria ejecutiva y fundó una nueva organización, la Voluntary Parenthood League. Utilizó métodos como la presión, lobby, y las conferencias para promover la causa.

### Luchar por una "derogación directa" para permitir la información sobre anticonceptivos
A partir de 1919, Dennett se centró en una "derogación directa" de las disposiciones de control de la natalidad de la Ley Comstock a nivel federal, en lugar de esfuerzos de estado por estado. Presionó al Congreso para que eliminara las palabras "prevención de la concepción" de los estatutos federales sobre obscenidad. Utilizó este método de presión repetidamente sobre senadores individuales, en persona, durante un año hasta encontrar uno dispuesto a patrocinar el proyecto de ley. El senador H. Heisler Ball, un ex médico en ejercicio, se mostró interesado. Sin embargo, éste nunca presentó el proyecto de ley.
En 1921 cambió su enfoque y decidió trabajar directamente con el director general de correos, cuya responsabilidad era hacer cumplir las leyes que prohibían la distribución de información sobre el control de la natalidad a través del correo (aunque en la práctica esto no se hizo cumplir). El director general de Correos, William Hayes, parecía comprensivo, pero renunció antes de tomar cualquier medida. Su sustituto, Hubert Work, se opuso rotundamente a la información sobre el control de la natalidad, declarando que sus opiniones sobre el control de la natalidad podían resumirse en "esterilizar a todos los niños y niñas que no son aptos para ser padres, y luego dejar que la naturaleza siga su curso sin obstáculos...".
Dennett volvió a presionar al Congreso en 1922, señalando que la opinión privada de los congresistas debía estar a favor del control de la natalidad, ya que el número medio de hijos de un congresista era de 2,7. Siguió teniendo dificultades para encontrar patrocinadores para el proyecto de ley, pero en 1923 finalmente lo consiguió, cuando el senador Albert B. Cummins presentó el proyecto de ley de derogación directa en el Senado. El proyecto de ley no avanzó más durante esa sesión, ya que Cummins no consiguió que el resto del Senado lo votara debido al absentismo masivo cuando se sometió a votación.
En la siguiente sesión del Congreso, el representante William N. Vaile patrocinó el proyecto de ley en la Cámara de Representantes. Allí también se estancó continuamente y nunca se sometió a votación. Además, Margaret Sanger y su organización presionaron a favor de una versión del proyecto de ley que permitiría información sobre el control de la natalidad solo a los médicos, y presionaron contra el proyecto de ley de "derogación directa". En 1925, Dennett renunció a aprobar el proyecto de ley de "derogación directa" y se retiró de su puesto en el VPL. En 1930 Dennett logró su objetivo de una manera completamente diferente al ganar una apelación de su condena por distribución de información sobre el control de la natalidad en virtud de la Ley Comstock.

## Folleto de educación sexual y juicio bajo la Ley Comstock
Dennett captó la atención del público y de los medios de comunicación por su folleto de educación sexual El lado sexual de la vida. Lo escribió en 1915 para educar a sus hijos, ya que no pudo encontrar ningún libro adecuado sobre el tema. Muchos de los libros sobre sexo contenían información inexacta o utilizaban tácticas de miedo y vergüenza para disuadir a los jóvenes de tener relaciones sexuales. Por ello, decidió escribir su propia explicación utilizando investigaciones y entrevistas con médicos. Transmitió el escrito a sus amigos con hijos adolescentes. En 1918, se publicó en Medical Review of Reviews, y un año después se publicó como folleto.El folleto tenía veinticuatro páginas. Dennett utilizó la discusión científica sobre el sexo al mismo tiempo que incluyó el lado emocional de las relaciones sexuales. Abarcaba temas controvertidos como la masturbación, las enfermedades de transmisión sexual, la prostitución y el apoyo al uso de métodos anticonceptivos. Sus opiniones se consideraban radicales para la época, ya que no promovía la abstinencia.
Tras cuatro años de estar en circulación, la Oficina de Correos informó a Dennett que el folleto era indecente y, por tanto, se prohibía su envío en virtud de la Ley Comstock. Dennett continuó enviándolo después de que la Oficina de Correos ignorara sus preguntas sobre qué partes del mismo eran obscenas.
En 1928, fue acusada bajo la ley Comstock por distribuir su folleto que explicaba la reproducción humana a los adolescentes. HL Mencken estuvo atento a las reacciones. Él había elogiado brevemente a Dennett en la edición de mayo de 1926 de The American Mercury, y se interesó mostrando empatía por sus posteriores problemas legales:

No hay, por supuesto, nada indecente en ese folleto; por el contrario, es notablemente prudente y limpio. La autora lo escribió para instruir a sus propios hijos jóvenes, y su superioridad sobre la mayoría de la literatura de este tipo fue tan evidente que se reimprimió ampliamente en una revista médica, y circuló en gran número entre clérigos, secretarios de la Y.M.C.A., trabajadores sociales y otras personas químicamente puras. Esto duró cuatro años y medio. Entonces, la Sra. Dennett, que se dedica a la propaganda del control de la natalidad, comenzó a molestar a los funcionarios de la Oficina de Correos de los Estados Unidos exponiendo su gran estupidez y falta de sinceridad en la aplicación de la Ley Comstock, y ellos replicaron prohibiendo su folleto en los correos. No se puede imaginar un caso más claro de uso de una ley idiota para castigar a un crítico incómodo.

Finalmente, la fiscalía convocó un jurado independiente y Dennett fue sentenciada. El juez Burrows le impuso una multa de 300 dólares. El jurado estaba compuesto en su totalidad por "hombres de familia de mediana edad". La Unión Estadounidense de Libertades Civiles (ACLU) apoyó y patrocinó a Dennett, sosteniendo que su folleto no era obsceno. De hecho, fue una importante herramienta educativa para los jóvenes. Seis meses después, el Tribunal de Circuito de Apelaciones, formado por  Swan, Augustus Noble Hand y Chase, JJ, anuló el veredicto, decidió que el panfleto era tan obviamente no obsceno que 'no había caso para someterlo al jurado', y ordenó que Dennett fuera liberada de su fianza".
Cuando la Segundo Circuito de Cortes de Apelaciones de Estados Unidos anuló su condena en 1930, la Corte sentó un precedente legal que tuvo en cuenta la intención en la evaluación de la obscenidad. El juicio de Dennett fue parte de una serie de fallos que culminaron con el fallo de 1936 en Estados Unidos vs. Un paquete de pesarios japoneses, que eximía la información y los materiales de control de la natalidad utilizados por los médicos de las leyes sobre obscenidad.